# Anolis ventrimaculatus
Espèce
Synonymes
- Dactyloa ventrimaculatus (Boulenger, 1911)

Statut de conservation UICN

 NT  : Quasi menacé
Anolis ventrimaculatus est une espèce de sauriens de la famille des Dactyloidae. 

## Répartition
Cette espèce est endémique du département de Chocó en Colombie.

## Publication originale
- Boulenger, 1911 : Descriptions of new reptiles from the Andes of South America, preserved in the British Museum. Annals and Magazine of Natural History, ser. 8, vol. 7, no 37, p. 19-25 (texte intégral).